# بمب‌گذاری‌های ۱۹۸۳ کویت
بمب گذاری‌های ۱۹۸۳ کویت بمب‌گذاری‌های است که در کویت ۱۲ دسامبر ۱۹۸۳ دو ماه پس از انفجار مقر تفنگداران دریایی آمریکا در بیروت روی داد. این بمب‌گذاری‌ها یک حمله ۹۰ دقیقه ای هماهنگ شده به شش نقطه کلیدی، شامل دو سفارتخانه، فرودگاه، و کارخانه پتروشیمی اصلی کویت بود و و زیرساختهای کویت را مورد هدف قرار می‌داد. به حزب شیعهٔ الدعوه و ابومهدی المهندس اتهام وارد شده که این بمب‌گذاری‌ها را انجام داده است. این حوادث منجر به کشته شدن پنج تن شد. این حمله بیشتر از آن لحاظ قابل توجه هست که می‌توانست در صورت موفقیت بزرگترین حمله تروریستی قرن بیستم باشد، اما به خاطر نصب ناصحیح بمب‌ها تنها چند نفر کشته داد.